# Telejna, Vaslui
Telejna este un sat în comuna Zăpodeni din județul Vaslui, Moldova, România. Se află în partea de nord a județului,  în Podișul Central Moldovenesc. La recensământul din 2002 avea o populație de 415 locuitori. Biserica de lemn și vălătuci cu hramul "Sf. Voievozi" a fost ridicată în anul 1816 și are statut de monument istoric (cod: VS-II-m-B-06889).

## Personalități
- Gioconda Dobrescu (1926-2009), medic și om de știință român, profesor la Facultatea de Medicină din Iași.